# 잭 더 베어
《잭 더 베어》(영어: Jack the Bear)는 1993년 개봉한 미국의 코미디 드라마 영화이다. 댄 매콜의 동명 소설이 원작이며, 대니 더비토, 로버트 J. 스타인밀러 주니어, 미코 휴스, 안드레이아 마코비치, 리스 위더스푼 등이 출연했다.
미국에서는 1993년 4월 2일에, 대한민국에서는 1993년 9월 4일 개봉하였다.

## 줄거리
1972년. 엄마가 교통 사고로 사망한 뒤 초등학생 잭, 유치원생인 어린 동생 딜런은 캘리포니아 오클랜드에서 새 출발을 시작한다. 형제의 아버지 존은 심야 공포 영화 생방송에서 진행 및 해설로 일하고 있으며, 아이들을 사랑하지만 알코올 의존증 문제가 있다.
잭의 친구 덱스터는 키워 주던 할머니가 돌아가신 뒤 신나치주의자 이웃 노먼과 가까워진다. 핼러윈날 덱스터에게 나치 코스튬을 입힌 노먼은 존을 찾아와 인종 차별 성향이 있는 후보에게 기부할 것을 부탁한다. 차회 방송에서 존은 술김에 노먼을 흉내내며 후보자 이름을 언급한다. 다음 날 아침 잭네 집 앞마당에서 노먼이 키우던 골든 리트리버가 독살된 채로 발견되자 존이 범인으로 의심을 산다.
방송 사고의 여파로 존은 일자리가 위태로워지고, 잭은 여자친구인 급우 캐런에게 차인다. 잭은 딜런에게 화풀이를 한 뒤 덱스터에게 딜런을 맡긴다. 그대로 노먼에게 납치된 딜런은 며칠 뒤 숲에서 죽게 내버려진 채로 발견된다. 딜런은 트라우마로 함묵 상태가 되는데...

## 출연진
- 대니 더비토 - 존 리리 역
- 로버트 J. 스타인밀러 주니어 - 잭 리리 역
- 미코 휴스 - 딜런 리리 역
- 게리 시니스 - 노먼 스트릭 역
- 아트 러플루어 - 페스틴저 씨 역
- 칼 게이브리얼 요크 - 고든 레이턴 역
- 스테펀 기어라시 - 장인 역
- 안드레이아 마코비치 - 엘리자베스 리리 역
- 줄리아 루이드라이퍼스 - 페기 에틴저 역
- 리스 위더스푼 - 캐런 모리스 역
- 리 갈링턴 - 페스틴저 부인 역
- 크리스토퍼 로퍼드 - 빈스 부치니 역

## 수상
1994년 제15회 젊은 예술가상
- 수상 - 장편 영화 부문 최고 연기상 여우 조연: 리스 위더스푼
- 후보 - 장편 영화 부문 최고 연기상 남우 주연: 로버트 J. 스타인밀러 주니어
- 후보 - 장편 영화 부문 최고 연기상 10대 아역: 미코 휴스

## 시청 등급
- 대한민국: 전체관람가
- 미국: PG-13